# Torcafol

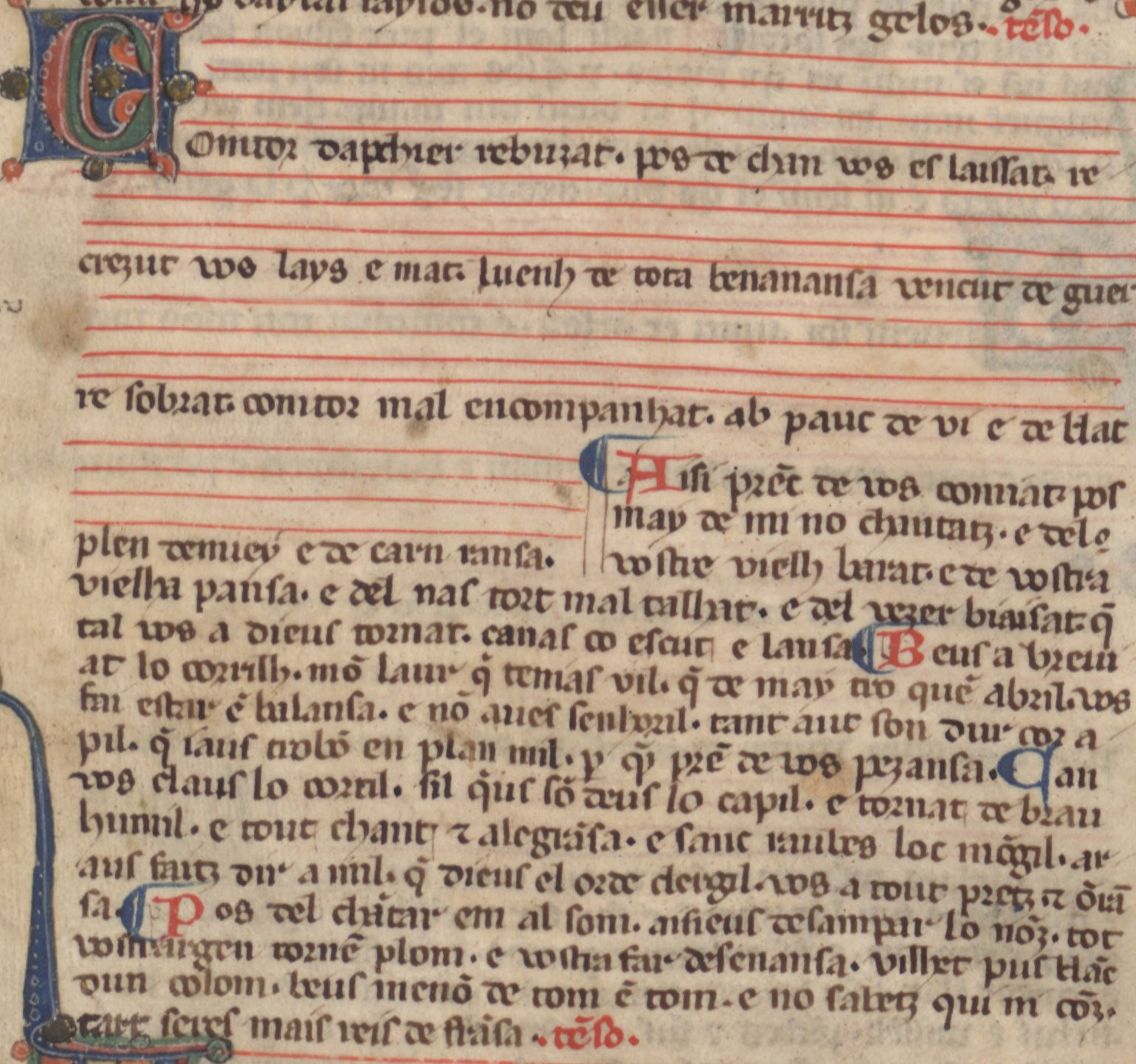
Comtor d'Apchier rebuzat; BnF ms 22543, fol. 23v; cançoner R

Torcafol (o Torcafols) fou un trobador occità, de la regió del Gavaldà (fr. Gévaudan), que escrigué en el darrer terç del segle xii (1175-1200). Els detalls de la seva biografia són desconeguts i només es dedueixen de la seva obra: les contribucions a un cicle de sirventesos intercambiats amb Garin d'Apchier. Podria haver estat un petit senyor feudal, senyor de Tornel.

## Obra
Es conserven deu sirventesos intercambiats entre Torcafol i Garin d'Apchier; d'aquests, només cinc són textos complets i els altres es conserven fragmentàriament. Algunes d'aquestes peces han estat atribuïdes, segons els editors, a un o altre autor (vegeu l'edició moderna de Latella 1994). Alguns dels textos són de difícil comprensió pel seu caràcter fragmentari i perquè es refereixen a fets concrets de la història local.
Segons RIALTO (vegeu enllaços externs), les peces que se li han d'atribuir són les següents:
- (443.1)[1] Comtor d'Apchier rebuzat
- (443.2) Cominal, en rima clausa
- (443.2a) Cominal vielh, flac, plaides
- (443.2b) Mals albergiers dinarada de fen
- (443.3) Membraria•us del jornal
- (443.4) Mos Cominals fai ben parer
- (443.5) Veillz Cumunal plaides